# Макухин, Владимир Владимирович
Владимир Владимирович Макухин (22 июня 1888 — не ранее 27 января 1918, Таврическая губерния) — офицер Русской Императорской армии, подполковник. Участник Первой мировой войны, кавалер Георгиевского оружия. Участник раннего этапа Гражданской войны в России. В Таврической губернии возглавлял зимой 1917—1918 года так называемый Штаб крымских войск — военное крыло крымско-татарского правительства — Директории Крымской народной республики. При столкновении с отрядами красногвардейцев Севастопольского совета силы КРН, т. н. эскадронцы, в основном бывшие военнослужащие Крымского конного полка были разгромлены, Макухин погиб в бою, по другим данным расстрелян.

## Биография
Родился 22 июня 1888 года, православный, из дворян, уроженец Киевской губернии. Образование получил в Псковском кадетском корпусе.
В службу вступил 1 июля 1906 года. Окончил Павловское военное училище по 1-му разряду. Выпущен подпоручиком ВП 15.06.1908 в 1-й Туркестанский стрелковый батальон. На 01.01.1909 — 1-й Туркестанский стрелковый батальон, подпоручик. С 20.07.1910 года батальон был развернут в 1-й Туркестанский стрелковый полк.
Командирован в Императорскую Николаевскую военную академию для прохождения курса наук с 10 июля 1912 года. Окончил академию в 1914 году по 1-му разряду. По окончании приказом по Генеральному штабу № 12 за 1914 прикомандирован для испытания к штабу Туркестанского ВО. На 1 января 1914 года — 1-й Туркестанский стрелковый полк, поручик, младший офицер 2-й роты, вакансий не занимает. На 01.01.1915 — 1-й Туркестанский стрелковый полк, поручик, мл. офицер 2-й роты, вакансий не занимает. На 1 января 1915 года холост. Прикомандирован к Ташкентскому военному училищу на должность инспектора классов с 18 июля 1914 года.

### Первая мировая война
Участник первой мировой войны. 1-й Туркестанский стрелковый полк, поручик. Старший адъютант штаба 4-й Туркестанской стрелковой бригады (ВП 22.03.1915). Старший адъютант штаба 21-й пехотной дивизии (ВП 01.11.1915; на 03.01.1917 в должности).
За отличия ст. адъютантом штаба 4-й Туркестанской стрелковой бригады награждён Георгиевским оружием (ВП 07.01.1916 — Старшему адъютанту штаба 21-й пѣхотной дивизіи, генеральнаго штаба, Владиміру Макухину за то, что во время боевъ 12-го Апрѣія 1915 года, на Ольтинскомъ направленіи, состоя старшимъ адъютантомъ штаба 4-й Туркестанской стрѣлковой бригады, проникъ черезъ линію расположенія турокъ и подъ сильнымъ дѣйствительнымъ огнемъ непріятеля, съ явной опасностью для жизни, произвелъ рекогносцировку, добывъ такія свѣдѣнія, которыя существенно повліяли на успѣшный ходъ боевыхъ операцій).
Исполняющий должность штаб-офицера для поручений по авиации отдела генерал-квартирмейстера штаба 8-й армии. Исполняющий должность штаб-офицера для поручений по авиации отдела генерал-квартирмейстера штаба 7-й армии (ПАФ 27.04.1917). Исполняющий должность начальника штаба 21-й пехотной дивизии (ПАФ 14.08.1917), капитан. На 20.09.1917 — в том же чине и должности.

### В Крыму на службе Директории Крымской народной республики
После Октябрьского переворота в декабре 1917 года начальник Штаба Крымских войск. В ряде источников называется полковником.
Совет народных представителей Таврической губернии и Курултай сформировавший Директорию, опирались на военную силу, стоявшую за бывшим штабом крымских войск бывшей Русской императорской армии — Объединённый крымский штаб. Во главе его стояли крымскотатарский лидер, военный директор Джафер Сейдамет и полковник Макухин. Кроме крымскотатарских национальных частей — «эскадронцев» — он теоретически мог опереться на 2500 русских офицеров, находившихся на территории Крыма. 21-22 декабря 1917 года все части Крымской конной бригады и полк «Уриет», согласно приказу Крымского штаба № 26, в торжественной обстановке на симферопольском ипподроме были приведены к присяге «На защиту основных законов Курултая». Общее число бойцов, стоявших за СНП и Директорией, потенциально оценивалось в 6 тысяч штыков и сабель.
Барон П. Н. Врангель проживавший на тот момент в крымском имении писал: "В Симферополе, местопребывании Курултая, был спешно сформирован и штаб армии, начальником которого состоял генерального штаба полковник Макуха. Совершенно для меня неожиданно я получил в Ялте телеграмму за подписью последнего, сообщающего мне, что крымское правительство предлагает мне должность командующего войсками... ...В Симферополе, столице Крыма, застал я оживление необычайное: шла регистрация офицеров, какие-то совещания, беспрерывно заседали разные комиссии. Начальник штаба полковник Макуха произвел на меня впечатление скромного и дельного офицера. Поглощенный всецело технической работой, он, видимо, был далек от политики... ".
Объединённый крымский штаб рассчитывал на Симферополь как на свой оплот и крепкий тыл. Но в ночь на 13 (26) января 1918 года в городе произошло советское восстание — восстали рабочие Симферопольского авиастроительного завода А. А. Анатра и железнодорожники. Они образовали Военно-революционный комитет и стали захватывать ключевые здания, разоружая части, верные Совету народных представителей. К утру 13 (26) января 1918 года красногвардейцами был взят Бахчисарай. К 5 часам дня того же дня Симферополь почти без боя перешёл в руки сторонников советской власти. 14 (27) января 1918 года в город вошли отряды севастопольцев.
В городе начались аресты и бессудные казни. Руководили террором Жан Миллер, Чистяков и Акимочкин. Офицеров и наиболее уважаемых горожан было убито более ста. Значительную их часть, собрав в тюрьме, убили прямо на её дворе (свыше шестидесяти). Были убиты почти все чины Крымского штаба, числом около пятидесяти человек, во главе с начальником штаба подполковником Макухой (в других источниках — В. В. Макухин), выданным за 50 рублей соседом-татарином. На симферопольском железнодорожном вокзале, в котором революционные отряды устроили свой опорный пункт, схваченных офицеров забивали до смерти прикладами, кололи штыками. Нескольких офицеров бросили живыми в паровозные топки. Расстреливали даже офицеров-инвалидов. Общее число жертв террора в первые дни после установления в городе советской власти доходило, согласно данным Комиссии ВСЮР по расследованию злодеяний большевиков, до 200 человек, в то время как советские исследователи называли даже большее число — по их данным в Симферополе всего было убито до 700 офицеров.

## Чины
- Нижний чин с 01.07.1906
- Подпоручик с 15.06.1908
- Поручик с 05.11.1911 ст. 14.06.1911
- Штабс-капитан с 10.09.1915 ст. 14.06.1915
- Капитан с 15.08.1916 ст. 14.06.1915 (ПАФ 20.09.1917 уст. ст. с 14.06.1914).
- Подполковник (октябрь 1917)

## Награды
- Св. Станислава 3-й ст. (ВП от 08.05.1914 — Пожалован за отличные успехи в науках, за окончание Императорской Николаевской военной академии)
- Св. Анны 3-й ст. с мечами и бантом (Приказ Главнокомандующего Кавказской армией № 279 от 27.04.1915; ВП 14.12.1915)
- Св. Станислав 2-й ст. с мечами (Приказ Главнокомандующего Кавказской армией № 279 от 27.04.1915; ВП 14.12.1915)
- Св. Анны 2-й ст. с мечами (ВП 07.06.1915)
- Св. Владимира 4-й ст. (ВП от 23.11.1915)
- Георгиевское Оружие (ВП от 07.01.1916)